# Pteromalus coloradensis
Pteromalus coloradensis är en stekelart som först beskrevs av William Harris Ashmead 1890.  Pteromalus coloradensis ingår i släktet Pteromalus och familjen puppglanssteklar. Inga underarter finns listade i Catalogue of Life.